# آنگرن (هلند)
آنگرن (به هلندی: Angeren) یک منطقهٔ مسکونی در هلند است که در لینگه‌وارد واقع شده‌است. آنگرن ۹٫۵۹ کیلومتر مربع مساحت و ۲٫۸۵۱ نفر جمعیت دارد.